# 帕克頓 (北卡羅萊納州)
帕克頓（英語：Parkton）是一個位於美國北卡羅萊納州羅伯遜縣的城鎮。

## 人口
根據2020年美國人口普查的數據，帕克頓的面積為2.02平方千米，皆為陸地。當地共有人口504人，而人口密度為每平方千米250人。